# فورد ایکس‌دبلیو فالکون

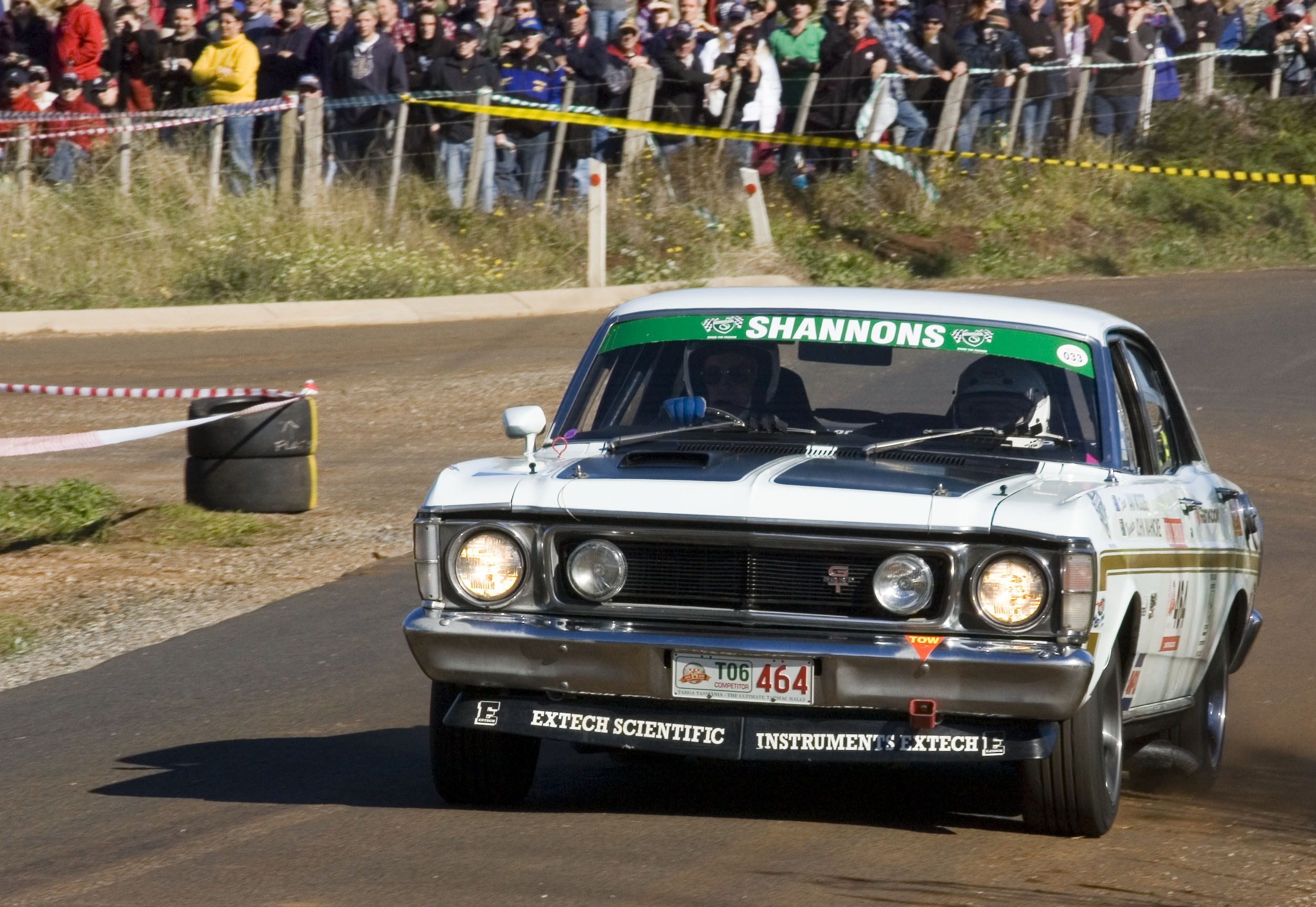

فورد ایکس‌دبلیو فالکون (Ford XW Falcon) خودرویی است که در سال‌های June ۱۹۶۹ تا October ۱۹۷۰تولید شده‌است.
طراحی آن خودروهای موتور جلو-محور عقب بوده است. سیستم جعبه‌دندهٔ آن به دو صورت خودکار و دستی است.

## نگارخانه

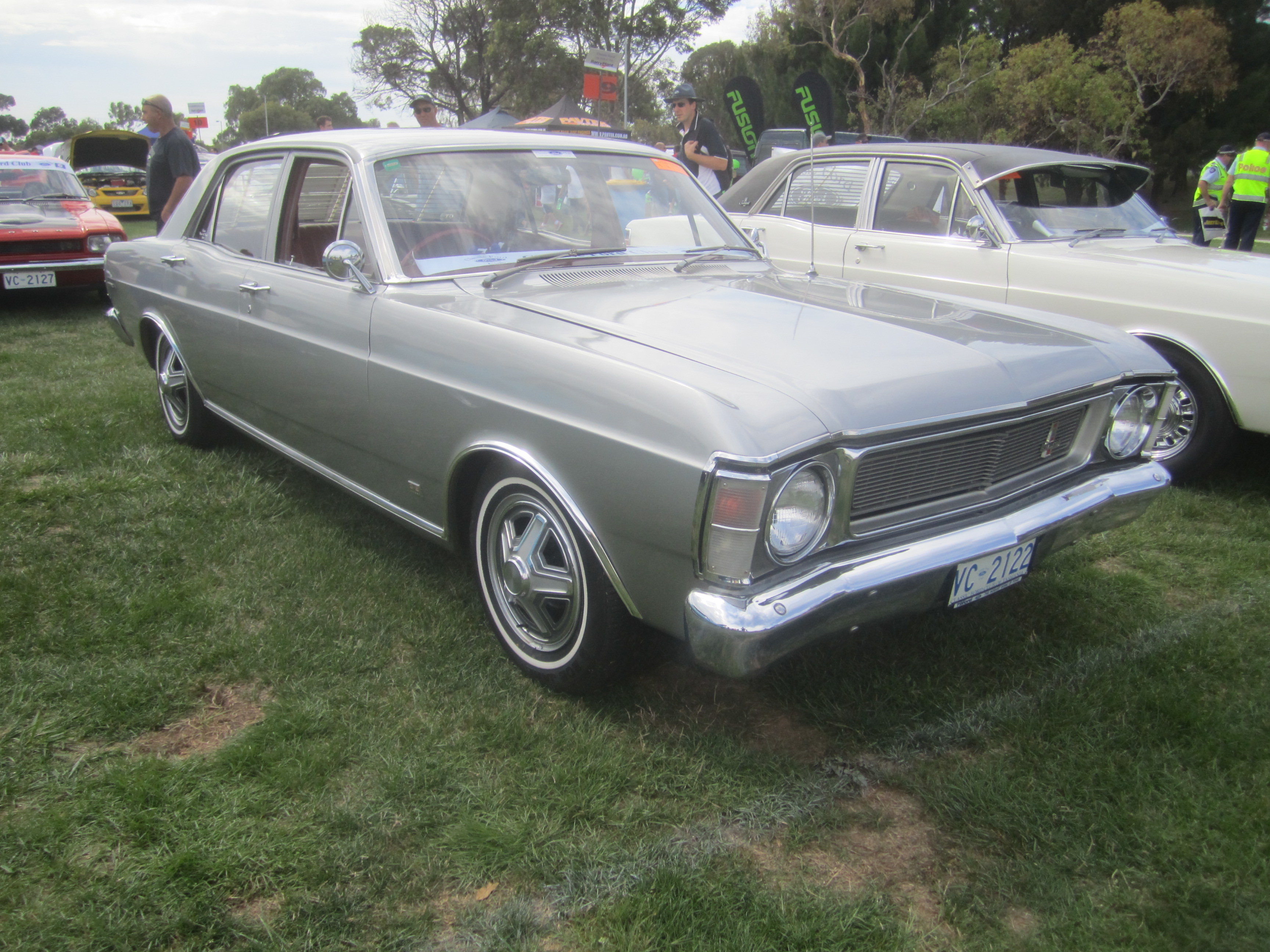
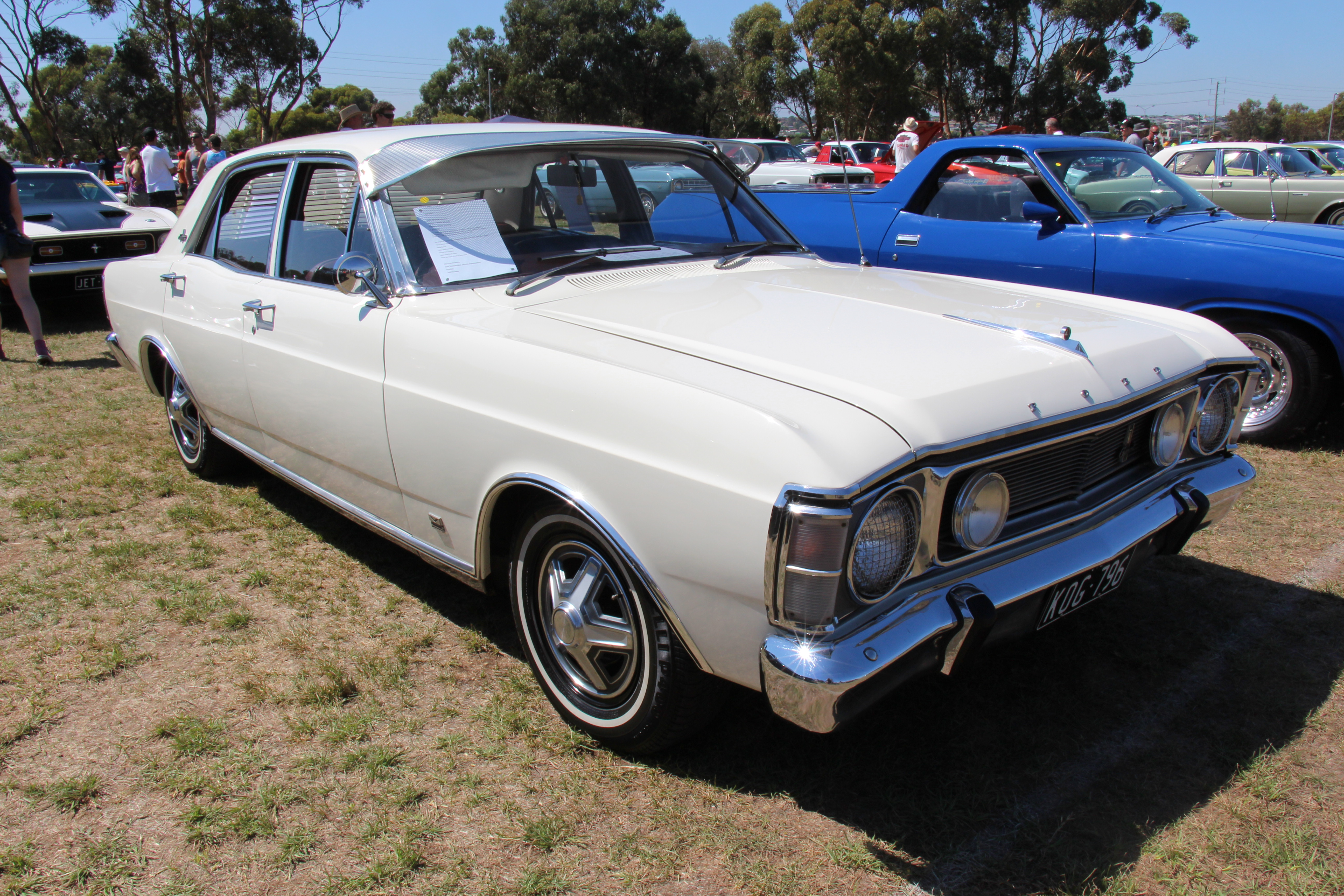
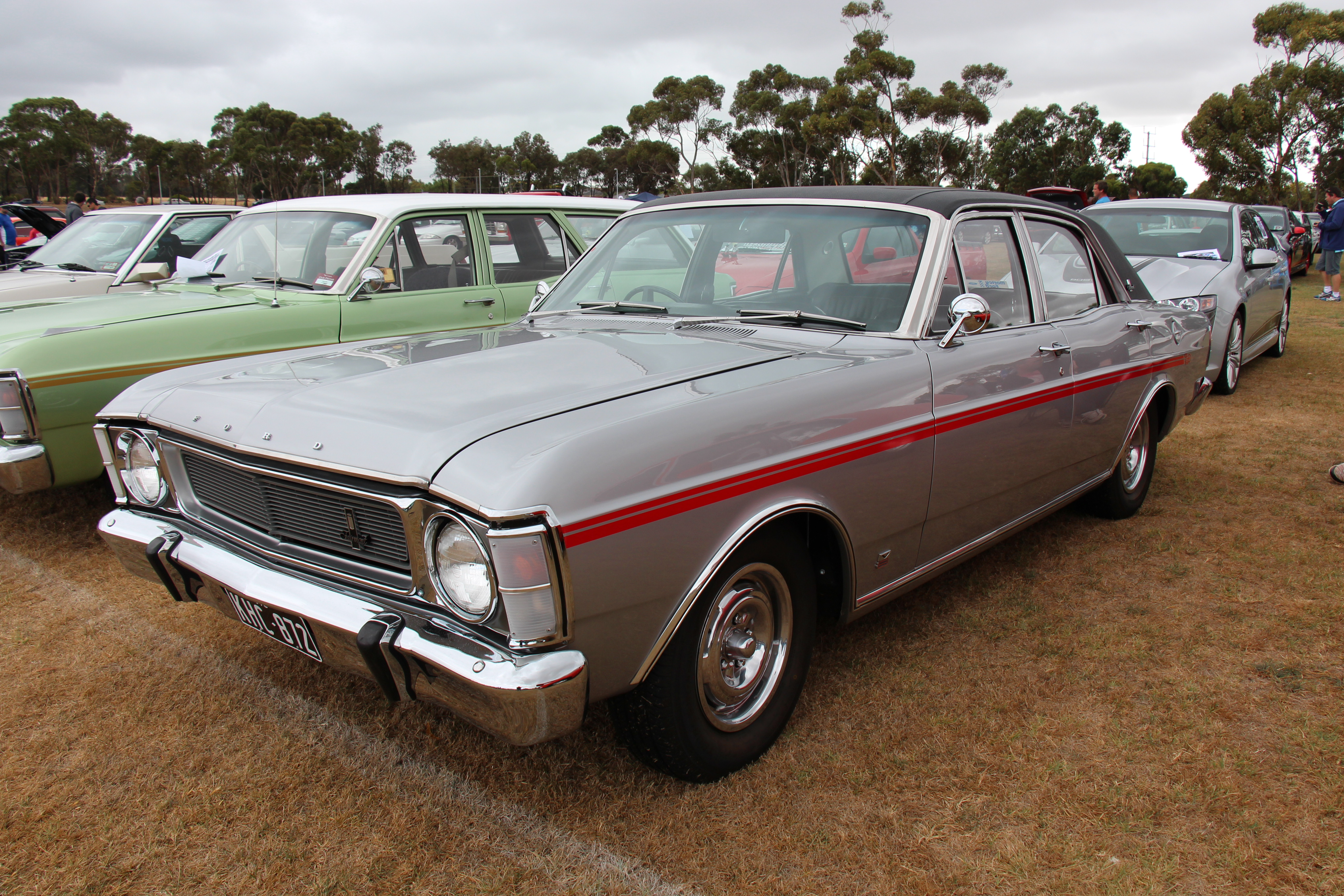
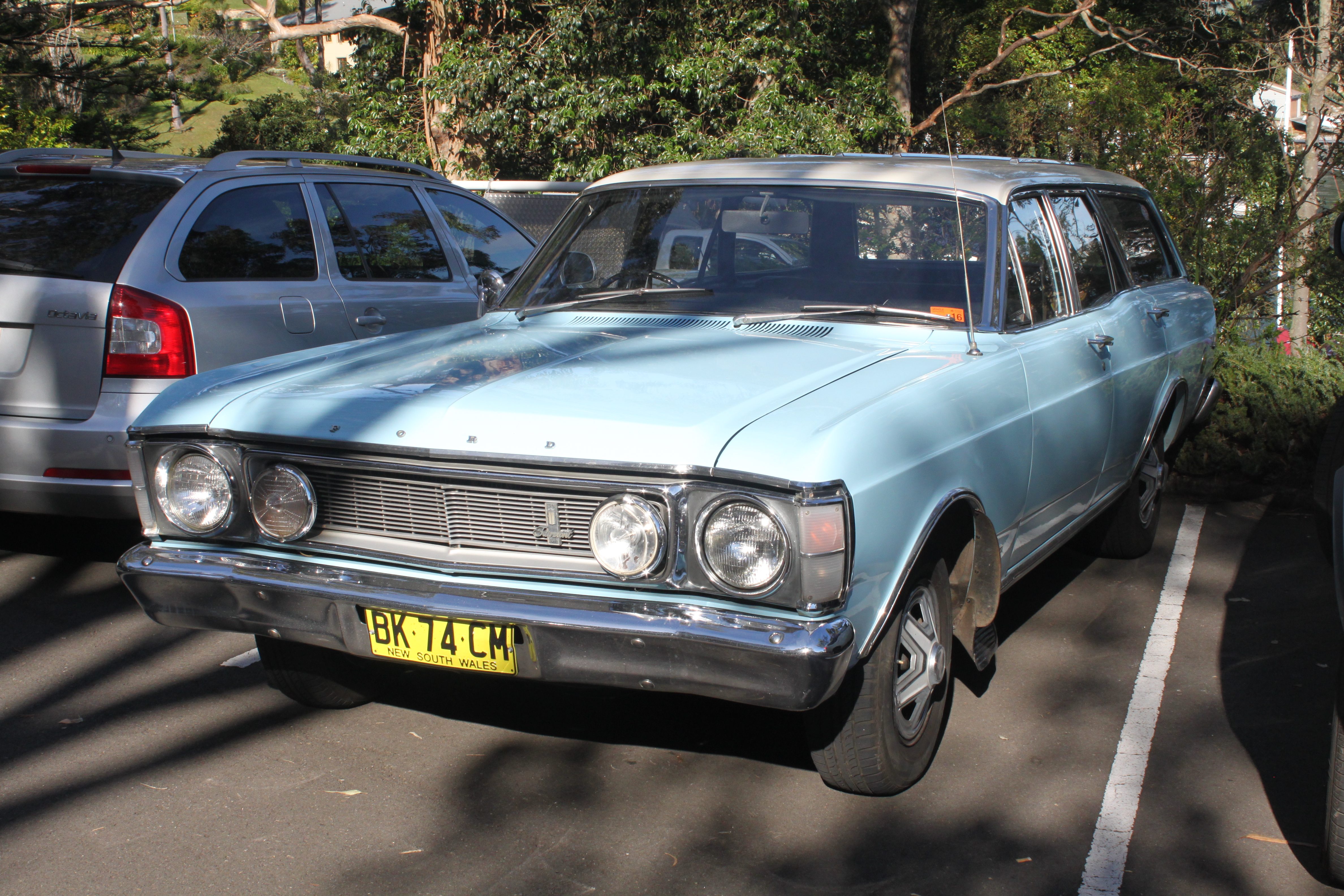
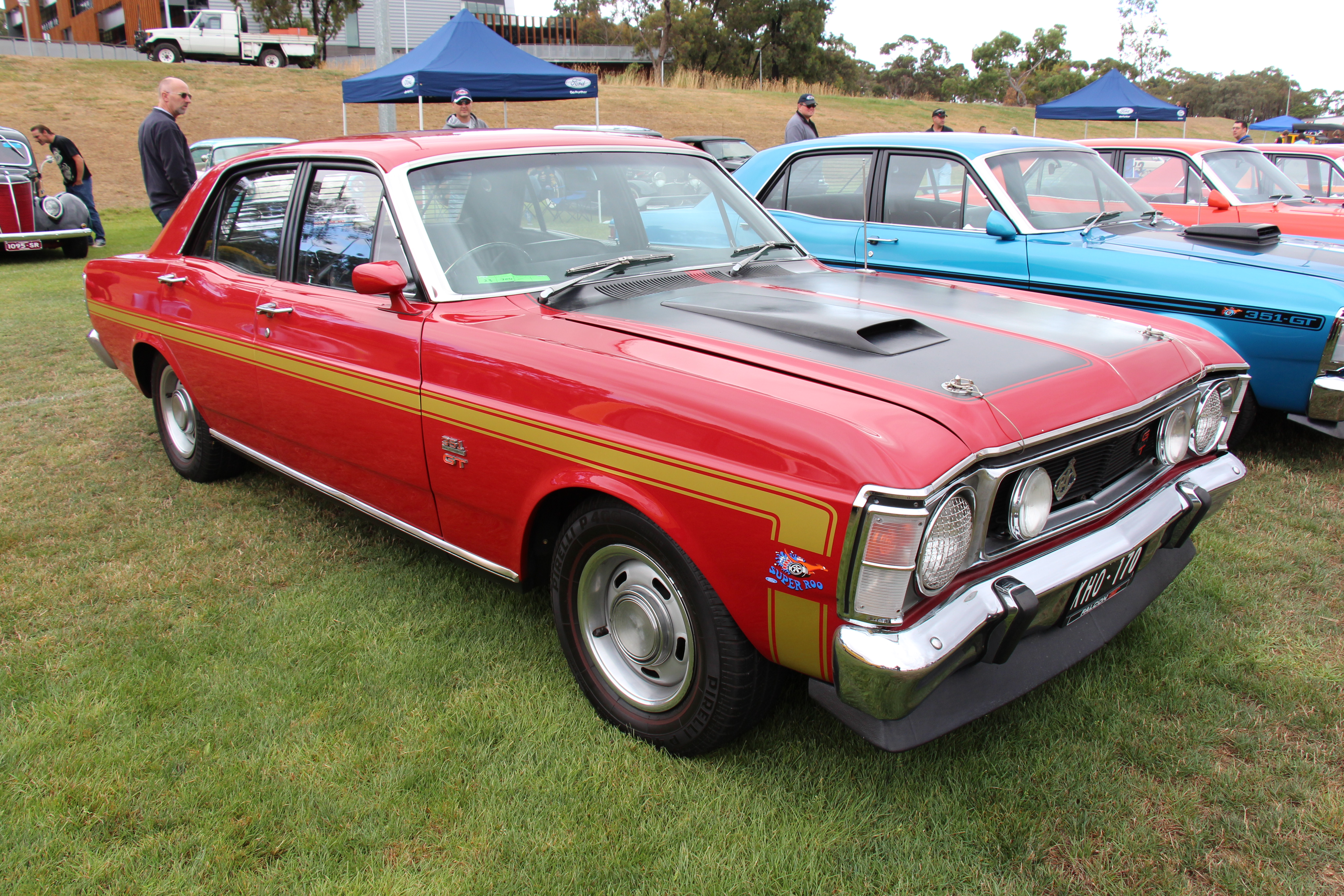
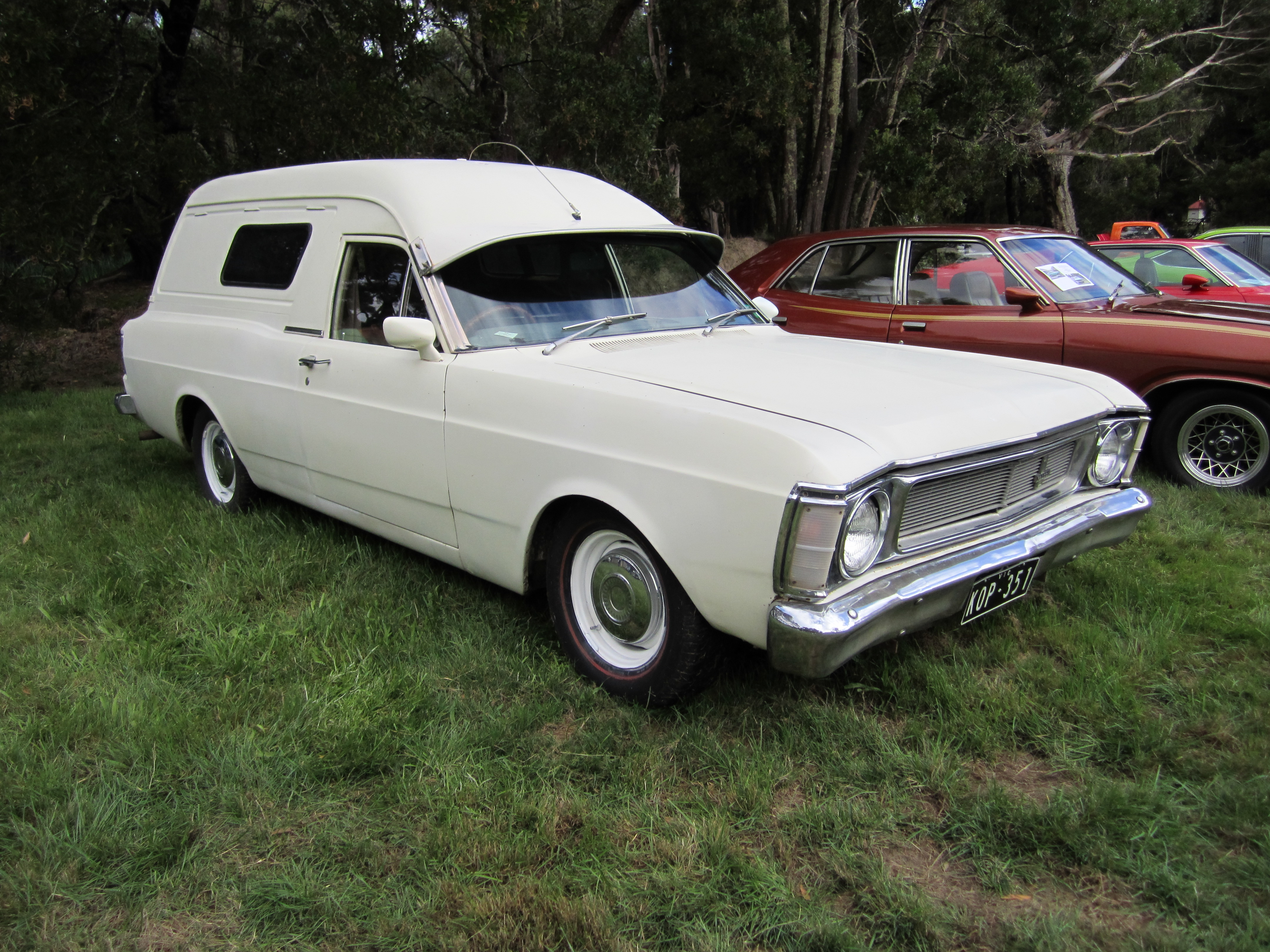
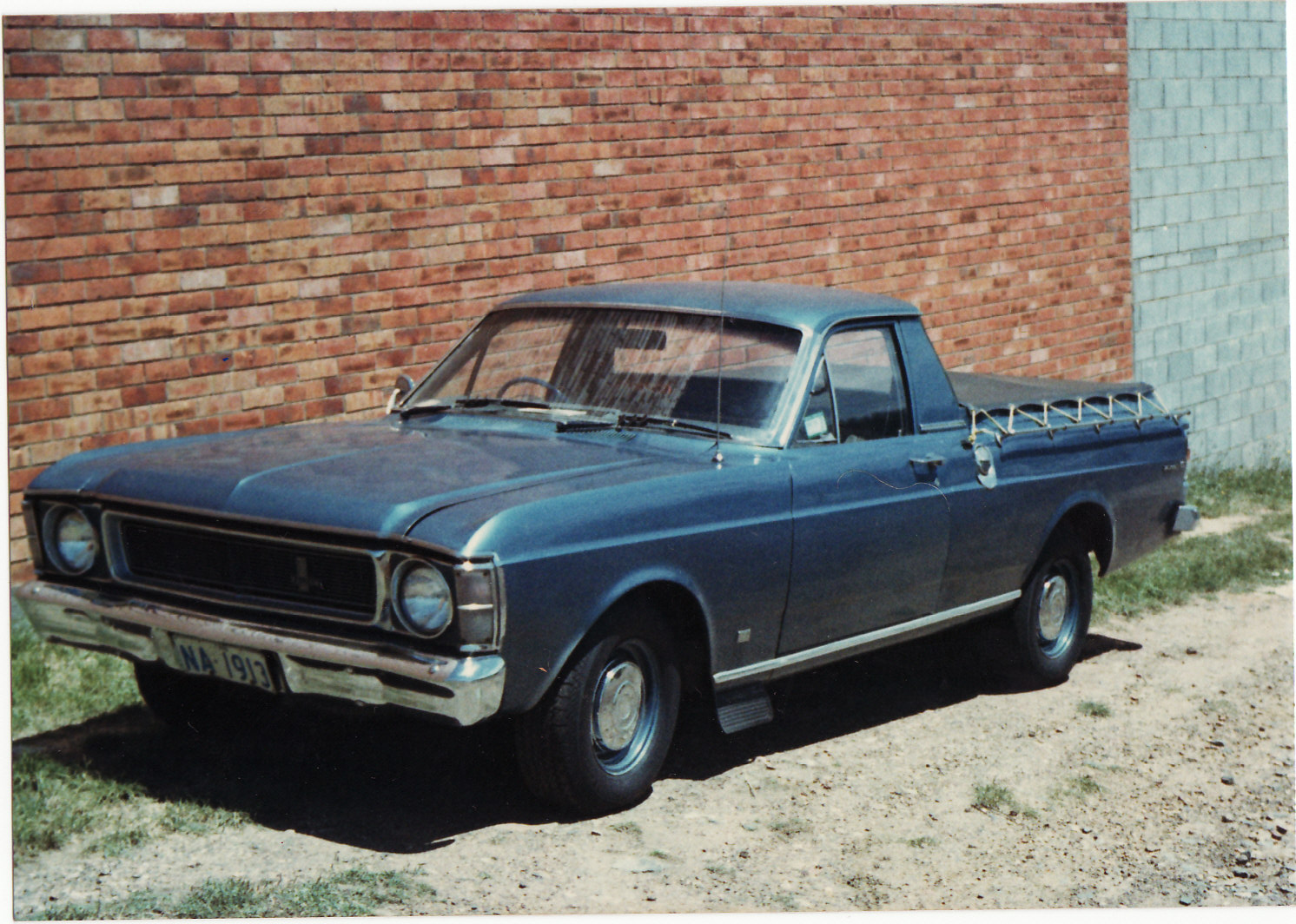